# François Laumonier
François Laumonier, né le 10 septembre 1949 à Bordeaux, est un diplomate français. Il est le fils d'un chirurgien, professeur à la faculté de Médecine de Bordeaux. Il a étudié à l'école Saint Genès, puis a fait des études de droit et de sciences politiques avant de rejoindre le ministère des affaires étrangères en 1973. 
De septembre 2008 à octobre 2011, il est ambassadeur de France en Lituanie. 

## Carrière diplomatique
François Laumonier a été secrétaire d'ambassade à Bamako (Mali), à Dublin (Irlande), avant d'être appelé au service du protocole, au Ministère des affaires étrangères, puis à la présidence de la République. Il est ensuite chef de cabinet de Pierre Bérégovoy, premier secrétaire d'ambassade à Washington (États-Unis), directeur général de l'Agence pour la coopération technique, industrielle et économique, sous-directeur des ressources humaines du MAE puis consul général de France à Genève de 2001 à 2005, où il est vice-doyen du corps consulaire, puis il rejoint l'inspection générale des affaires étrangères (2005-2008).
Il est nommé par le gouvernement ambassadeur de France extraordinaire et plénipotentiaire en Lituanie le 19 septembre 2008,,,,.

## Vie privée
Son épouse, Mauricette, est administrateur civil du ministère des Finances. Le couple a trois garçons. 

## Distinctions honorifiques
- Chevalier de la Légion d'honneur
- Officier de l'Ordre national du Mérite.